# Nicrophorus kieticus
Nicrophorus kieticus — вид жуків родини мертвоїдів (Silphidae). Ендемік острова Бугенвіль у групі Соломонових островів у складі держави Папуа Нова Гвінея.